# Piłka nożna w Anglii (1911/1912)
Sezon 1911/1912 był 41. w historii angielskiej piłki nożnej.

## Zwycięzcy poszczególnych rozgrywek klubowych w Anglii
| Rozgrywka       | Zwycięzca         |
| --------------- | ----------------- |
| First Division  | Blackburn Rovers  |
| Second Division | Derby County      |
| FA Cup          | Barnsley          |
| Charity Shield  | Manchester United |

## Rozgrywki ligowe

### First Division
|    |                      | M  | Z  | R  | P  | B+ | B- | RB    | Pkt |
| -- | -------------------- | -- | -- | -- | -- | -- | -- | ----- | --- |
| 1  | Blackburn Rovers     | 38 | 20 | 9  | 9  | 60 | 43 | 1.395 | 49  |
| 2  | Everton              | 38 | 20 | 6  | 12 | 46 | 42 | 1.095 | 46  |
| 3  | Newcastle United     | 38 | 18 | 8  | 12 | 64 | 50 | 1.280 | 44  |
| 4  | Bolton Wanderers     | 38 | 20 | 3  | 15 | 54 | 43 | 1.256 | 43  |
| 5  | Sheffield Wednesday  | 38 | 16 | 9  | 13 | 69 | 49 | 1.408 | 41  |
| 6  | Aston Villa          | 38 | 17 | 7  | 14 | 76 | 63 | 1.206 | 41  |
| 7  | Middlesbrough        | 38 | 16 | 8  | 14 | 56 | 45 | 1.244 | 40  |
| 8  | Sunderland           | 38 | 14 | 11 | 13 | 58 | 51 | 1.137 | 39  |
| 9  | West Bromwich Albion | 38 | 15 | 9  | 14 | 43 | 47 | 0.915 | 39  |
| 10 | Woolwich Arsenal     | 38 | 15 | 8  | 15 | 55 | 59 | 0.932 | 38  |
| 11 | Bradford City        | 38 | 15 | 8  | 15 | 46 | 50 | 0.920 | 38  |
| 12 | Tottenham Hotspur    | 38 | 14 | 9  | 15 | 53 | 53 | 1.000 | 37  |
| 13 | Manchester United    | 38 | 13 | 11 | 14 | 45 | 60 | 0.750 | 37  |
| 14 | Sheffield United     | 38 | 13 | 10 | 15 | 63 | 56 | 1.125 | 36  |
| 15 | Manchester City      | 38 | 13 | 9  | 16 | 56 | 58 | 0.966 | 35  |
| 16 | Notts County         | 38 | 14 | 7  | 17 | 46 | 63 | 0.730 | 35  |
| 17 | Liverpool            | 38 | 12 | 10 | 16 | 49 | 55 | 0.891 | 34  |
| 18 | Oldham Athletic      | 38 | 12 | 10 | 16 | 46 | 54 | 0.852 | 34  |
| 19 | Preston North End    | 38 | 13 | 7  | 18 | 40 | 57 | 0.702 | 33  |
| 20 | Bury                 | 38 | 6  | 9  | 23 | 32 | 59 | 0.542 | 21  |

### Second Division
|    |                         | M  | Z  | R  | P  | B+ | B- | RB    | Pkt |
| -- | ----------------------- | -- | -- | -- | -- | -- | -- | ----- | --- |
| 1  | Derby County            | 38 | 23 | 8  | 7  | 74 | 28 | 2.643 | 54  |
| 2  | Chelsea                 | 38 | 24 | 6  | 8  | 64 | 34 | 1.882 | 54  |
| 3  | Burnley                 | 38 | 22 | 8  | 8  | 77 | 41 | 1.878 | 52  |
| 4  | Leyton Orient           | 38 | 21 | 3  | 14 | 61 | 44 | 1.386 | 45  |
| 5  | Wolverhampton Wanderers | 38 | 16 | 10 | 12 | 57 | 33 | 1.727 | 42  |
| 6  | Barnsley                | 38 | 15 | 12 | 11 | 45 | 42 | 1.071 | 42  |
| 7  | Hull City               | 38 | 17 | 8  | 13 | 54 | 51 | 1.059 | 42  |
| 8  | Fulham                  | 38 | 16 | 7  | 15 | 66 | 58 | 1.138 | 39  |
| 9  | Grimsby Town            | 38 | 15 | 9  | 14 | 48 | 55 | 0.873 | 39  |
| 10 | Leicester City          | 38 | 15 | 7  | 16 | 49 | 66 | 0.742 | 37  |
| 11 | Bradford Park Avenue    | 38 | 13 | 9  | 16 | 44 | 45 | 0.978 | 35  |
| 12 | Birmingham City         | 38 | 14 | 6  | 18 | 55 | 59 | 0.932 | 34  |
| 13 | Bristol City            | 38 | 14 | 6  | 18 | 41 | 60 | 0.683 | 34  |
| 14 | Blackpool               | 38 | 13 | 8  | 17 | 32 | 52 | 0.615 | 34  |
| 15 | Nottingham Forest       | 38 | 13 | 7  | 18 | 46 | 48 | 0.958 | 33  |
| 16 | Stockport County        | 38 | 11 | 11 | 16 | 47 | 54 | 0.870 | 33  |
| 17 | Huddersfield Town       | 38 | 13 | 6  | 19 | 50 | 64 | 0.781 | 32  |
| 18 | Glossop North End       | 38 | 8  | 12 | 18 | 42 | 56 | 0.750 | 28  |
| 19 | Leeds City              | 38 | 10 | 8  | 20 | 50 | 78 | 0.641 | 28  |
| 20 | Gainsborough Trinity    | 38 | 5  | 13 | 20 | 30 | 64 | 0.469 | 23  |

M = rozegrane mecze; Z = zwycięstwa; R = remisy; P = porażki; B+ = bramki zdobyte; B- = bramki stracone; RB = stosunek bramek zdobytych do bramek straconych; Pkt = punkty